# Albert von Mutius (général)
Ne doit pas être confondu avec Albert von Mutius (juriste).
Albert Louis Hugo Max von Mutius (né le 12 septembre 1862 à Gellenau, arrondissement de Glatz et mort le 15 juillet 1937 à Bunzlau) est un lieutenant général prussien pendant la Première Guerre mondiale.

## Biographie

### Origine
Albert est le petit-neveu du général de cavalerie prussien Louis von Mutius. Ses parents sont l'ancien provincial et Rittmeister Hans von Mutius (1825–1883) et sa femme Gerta, née von Bethmann-Hollweg (née en 1831).

### Carrière militaire
Mutius s'engage le 30 mars 1882 comme cadet dans le 4e régiment de dragons (pl) de l'armée prussienne et y est promu le 13 février 1883 sous-lieutenant.
Pendant la plus grande partie de sa carrière, il sert dans l'état-major général. En tant que chef d'état-major général du 13e corps d'armée, il est promu le 22 avril 1912 colonel et décoré du grade de commandeur de l'ordre de la Couronne de Wurtemberg et de commandeur de 2e classe de l'ordre de Frédéric. Le 1er octobre 1913, il devient commandant de la 44e brigade de cavalerie (de) à Gleiwitz, dissoute l'année suivante avec la mobilisation pour la Première Guerre mondiale. Le 3 août 1914, Mutius devient commandant de la 23e brigade de Landwehr au sein du Corps de Landwehr. Avec celle-ci, il se rendit jusqu'à la Vistule. Dès le 1er septembre 1914, Mutius fut nommé chef d'état-major du 24e corps de réserve. Celui-ci combat dans le front de Ouest jusqu'en novembre, puis dans le front de l'Est.
Mutius est promu le 24 décembre 1914 major général et pour son travail il reçoit les deux classes de la croix de fer et début juin 1915 l'ordre de l'Aigle rouge de 2e classe avec feuilles de chêne et épées. Le 22 juillet 1915, il est nommé commandant de la 4e brigade d'infanterie de la Garde. Après avoir fait ses preuves en tant que chef d'infanterie, il redevient chef de cavalerie. Il occupe le commandement de la 38e brigade de cavalerie (de) avant de devenir le 9 septembre commandant de la 9e division de cavalerie et de recevoir le 11 octobre 1916 le commandement de la 7e division de cavalerie. Celle-ci forme avec la 6e division de cavalerie le "Corps de cavalerie Schmettow" qui appartient à son tour à la 9e armée.
Le 15 avril 1917, il devient le commandant de la 17e division de réserve, qui se trouve alors sur la ligne Siegfried. Pour la prise de Messines et Wytschaetes en avril 1918 par sa division, qui jette les bases de la capture du Kemmel dans le cadre de la quatrième bataille d'Ypres, Mutius  reçoit la croix de commandant de l'ordre de la maison royale de Hohenzollern avec épées. Après la bataille de Soissons et Reims, il est promu le 15 juillet 1918 lieutenant-général. En reconnaissance de ses performances lors de la bataille défensive d'août, son général commandant, Theodor von Watter (commandement général du groupe de Caudry), le propose pour l'ordre Pour le Mérite - qui lui est décerné le 4 septembre 1918. Après avoir rapatrié sa division et l'avoir démobilisée, Mutius est mis à disposition le 10 janvier 1919. Il est chevalier d'honneur de l'ordre de Saint-Jean.

### Famille
Multius se marie le 3 octobre 1903 à Klein-Mantel avec Ingeborg von Saldern (de) (née en 1880). Le mariage donne naissance à six enfants, dont l'amiral de la flotte de la marine allemande Theodor von Mutius (de).

## Décorations
- Ordre de la Couronne de 3e classe[2]
- Croix de chevalier de l'ordre de Berthold Ier[2]
- Croix de chevalier de 1re classe de l'ordre du Lion de Zaeringen[2]
- Croix de chevalier de 2e classe de l'ordre de la maison du Faucon blanc[2]
- Croix hanséatique de Lübeck le 2 juin 1917[4]